# Leptotes
Leptotes – rodzaj roślin z rodziny storczykowatych (Orchidaceae). Obejmuje 10 gatunków występujących w Ameryce Południowej w północno-wschodniej Argentynie, w Paragwaju i w trzech regionach w Brazylii - Północno-Wschodnim, Południowym, Południowo-Wschodnim.

## Systematyka
Rodzaj sklasyfikowany do podplemienia Laeliinae w plemieniu Epidendreae, podrodzina epidendronowe (Epidendroideae), rodzina storczykowate (Orchidaceae), rząd szparagowce (Asparagales) w obrębie roślin jednoliściennych.
Wykaz gatunków
- Leptotes beatricis A.S.Medeiros, Pegoraro & Xim.Bols.
- Leptotes bicolor Lindl.
- Leptotes bohnkiana Campacci
- Leptotes harryphillipsii Christenson
- Leptotes mogyensis Krackow. ex Christenson
- Leptotes pauloensis Hoehne
- Leptotes pohlitinocoi V.P.Castro & Chiron
- Leptotes tenuis Rchb.f.
- Leptotes unicolor Barb.Rodr.
- Leptotes vellozicola Van den Berg, E.C.Smidt & Marçal